# Rio Plátano
Plátano (Banana) é um rio que atravessa o território de Honduras, na América Central.